# Adh-Dhariyat
Adh-Dhariyat  (arabe : سُورَةُ ٱلذَّارِيَاتِ, français : Les Vents qui éparpillent) est le nom traditionnellement donné à la 51e sourate du Coran, le livre sacré de l'islam. Elle comporte 60 versets. Rédigée en arabe comme l'ensemble de l'œuvre religieuse, elle fut proclamée, selon la tradition musulmane, durant la période mecquoise.

## Origine du nom
Bien que le titre ne fasse pas directement partie du texte coranique, la tradition musulmane a donné comme nom à cette sourate Les Vents qui éparpillent, en référence au contenu du premier verset : « 1. Par les vents qui éparpillent ! ».
Selon la traduction choisie, le titre signifie soit « Celles qui dispersent », soit « Les Chevaliers ». Il est tiré du premier mot de la sourate.

## Historique
Il n'existe à ce jour pas de sources ou documents historiques permettant de s'assurer de l'ordre chronologique des sourates du Coran. Néanmoins selon une chronologie musulmane attribuée à Ǧaʿfar al-Ṣādiq (VIIIe siècle) et largement diffusée en 1924 sous l’autorité d’al-Azhar,, cette sourate occupe la 67e place. Elle aurait été proclamée pendant la période mecquoise, c'est-à-dire schématiquement durant la première partie de l'histoire de Mahomet avant de quitter La Mecque. Contestée dès le XIXe par des recherches universitaires, cette chronologie a été revue par Nöldeke,, pour qui cette sourate est la 39e.
Pour Nöldeke, elle serait l’assemblage de deux ensembles. Blachère y voit la réunion de quatre textes d’époques différentes. Pour Neuenkirchen, l’introduction (v.1-6) est clairement un élément indépendant ajouté a posteriori.

## Interprétations

### Verset 1-6: introduction apocalyptique
Cette sourate est introduite par un passage avec un style et une thématique similaires aux sourates 37, 77, 79 et 100. Celui-ci est un serment qui reste allusif et complexe, étant formé de nombreux hapax. Selon l’interprétation musulmane traditionnelle, les premiers versets évoquent la pluie, les nuages, les bateaux et les anges. Pour El-Badawi, ce passage décrit plutôt une attaque des différents rangs d’anges à la Fin des Temps. Ces quatre premiers versets constitueraient donc un texte eschatologique.
Dans ce contexte, le premier terme, un hapax servant de titre, a fait l’objet de traductions contradictoires. Bell suit le sens traditionnel de « celles qui dispersent » -des racines similaires ont un tel sens dans d’autres langues sémitiques - tandis que Masson et Blachère évoquent une idée de vitesse. Pour El-Badawi, qui s’appuie sur l’équivalent syriaque, le début de la sourate signifierait « Par les chevaliers venant à la charge ! ». Cela s’inscrit dans une lecture eschatologique de ces versets.
Les versets 5-6, introduits par les premiers versets, sont clairement eschatologiques. Ils se différencient des précédents par la rime.

Texte de la sourate (Coran datant de 1874)
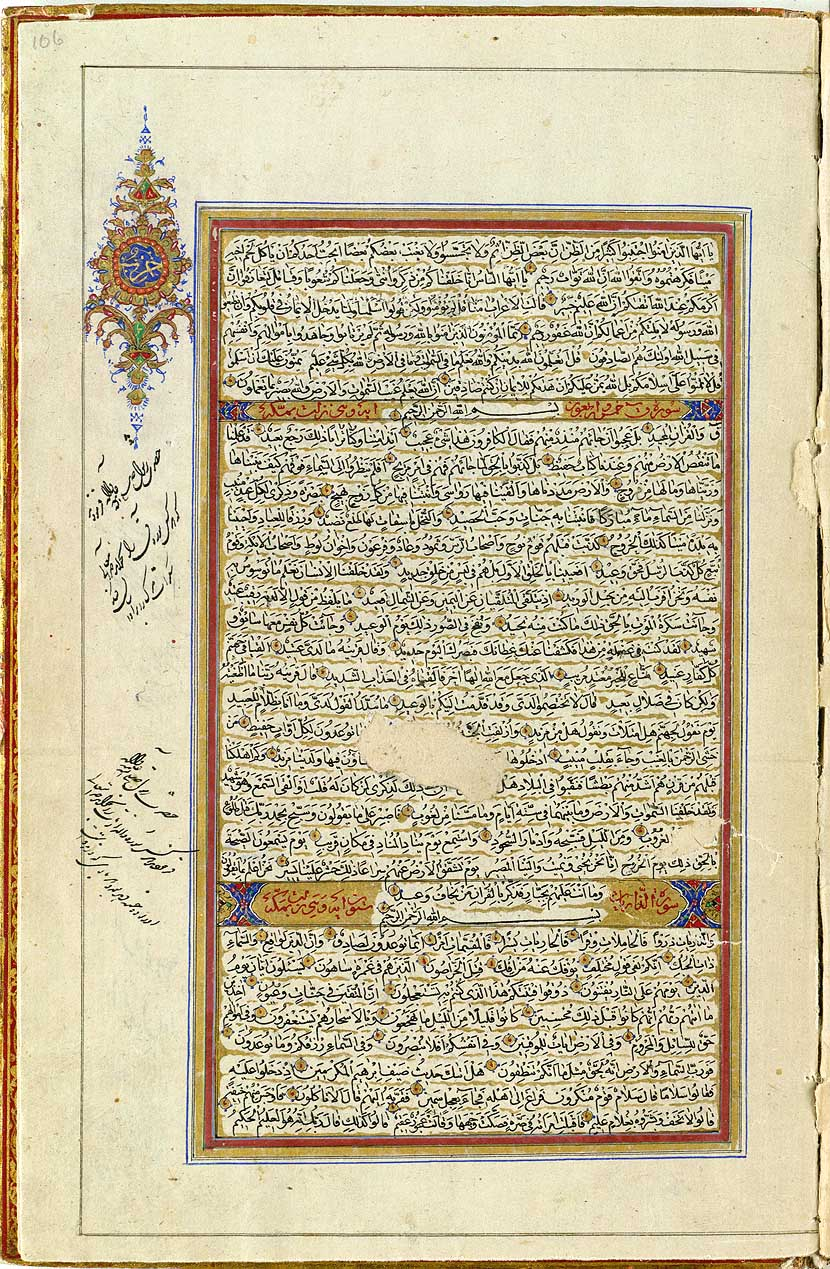
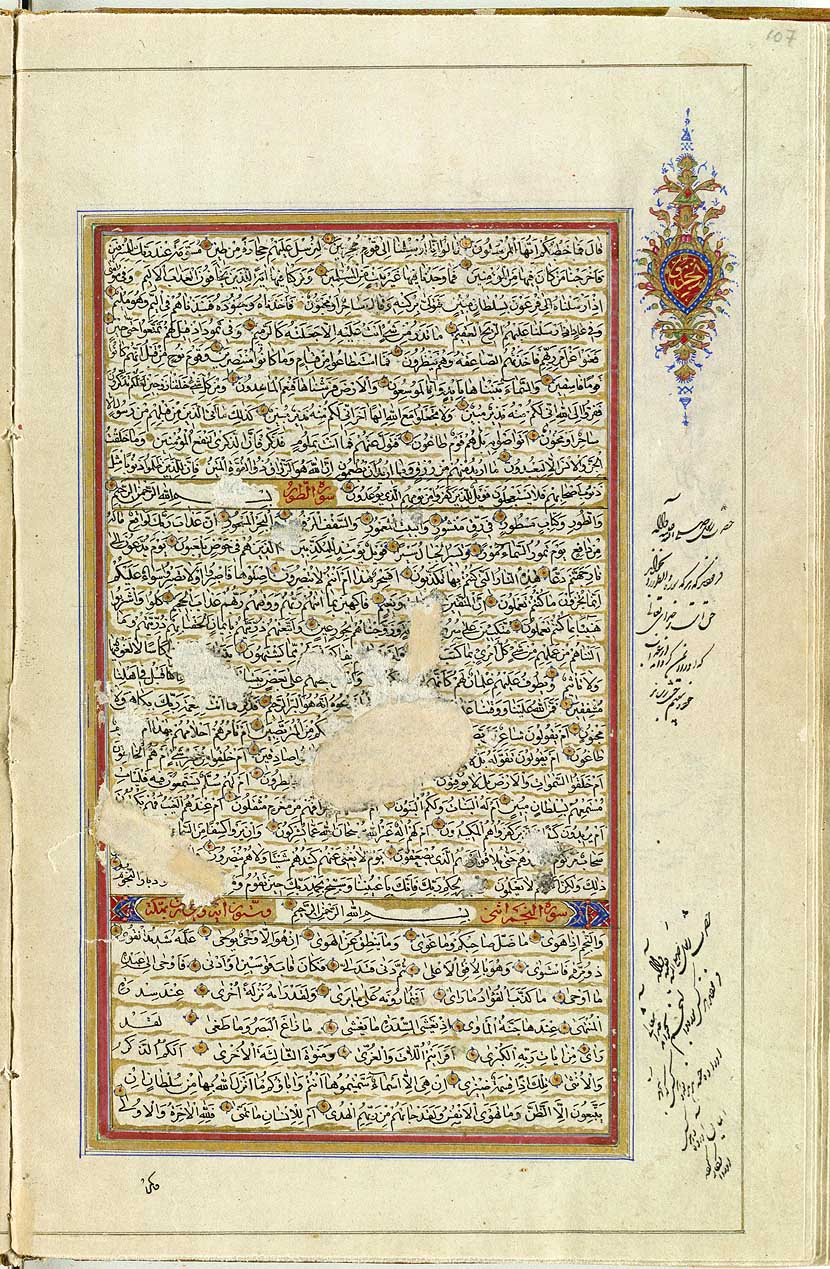